# Otto Ballon Mierny
Otto Ballon Mierny (* 2. září 1961 Vsetín) je český dokumentární fotograf, fotoreportér, kameraman a pedagog.

## Životopis
Narodil se 2. září 1961 ve Vsetíně.  Dva roky působil v zahraniční redakci České televize jako dokumentarista. Od roku 1989 je členem mezinárodní federace novinářů International Federation of Journalists. Od roku 1991 začal pracovat jako fotoreportér v tiskové agentuře ČTI, od roku 1994 do roku 2004 působil v České tiskové kanceláři. V letech 1995 a 1996 absolvoval Kurz speciální přípravy pro krizové situace na Vojenské akademii ve Vyškově. Je dlouholetým členem odborné poroty fotosoutěže Brněnský sport v objektivu.
Během své žurnalistické praxe zaznamenával cesty nejvyšších státních představitelů na zahraničních cestách a návštěvách. Více než 20 let zpracovával reportáže z oblastí válečných konfliktů a občanských nepokojů. Účastnil se jako fotoreportér vojenských misí Armády ČR ve Rwandě, Zaire, Srbsku, Chorvatsku, Bosně, Kosovu, Albánii, Makedonii, Kuvajtu, a Iráku. Z těchto cest vznikly výstavy „100 fotografií dětí z Gomy“ (z uprchlických táborů v zairské Gomě), „Písek v očích“ (z činnosti 7. polní nemocnice v irácké Basře). Doprovázel humanitární konvoje Českého červeného kříže a Nadace člověk v tísni do obléhaného Sarajeva. Jeho fotografie z těchto cest a misí pravidelně zveřejňovaly nejen domácí, ale i zahraniční agentury Agence France Presse, Associated Press, Reuters News , Time, Washington Post, U.S. News, Le Figaro, Herald Tribune, The New York Times a jiné.
| „                                 | "S četkaři jsme všichni měli jen tu nejlepší zkušenost i osobně. Musím říct, klobouk dolů, zdají se mi velice profesionální, neotravují, a svým zpravodajstvím jsou zcela nejblíže pravdě. Jeden z nich, fotograf Otto má i veliký smysl pro humor, stejně tak Jakub Dospiva. Četce celé jsme my velvyslanci vděční. Tiší, rychlí, přesní, skromně čekající na víza, nehandrkují se… Zároveň nám kvalita zpravodajství ve srovnání s ostatními přišla o hodně lepší. Opravdu, bez veškerého přehánění, české velvyslankyni ve válce v zásadě pro zvládnutí úkolů stačí ČTK." | “ |
| — Jana Hybášková, Čekání na válku | |   |

Od roku 2004 žil rok a půl v Dominikánské republice, po návratu do České republiky se stal po dobu roku 2006 místopředsedou jihomoravské pobočky Syndikátu novinářů. V tomto roce začal externě vyučovat na Fakultě sociálních studií Masarykovy univerzity v Brně.
Od roku 2006 do roku 2012 působil jako fotoreportér v brněnské redakci deníku MF Dnes. V tomto období se zaměřil na zpracovávání a zachycování reportáží z demonstrací extrémistických skupin. Výsledkem je obsáhlá putovní výstava reportážní fotografie s názvem „Extremismus“, která v roce 2014 mj. proběhla i v Senátu ČR.
V roce 2012 nastoupil na Krajský úřad Jihomoravského kraje do oddělení informací a styku z veřejností, kde působil do listopadu 2016.
Od roku 2015 je členem spolku Československý legionář.
Od března 2016 do května 2018 byl členem správní rady a následně do února 2020 členem dozorčí rady obecně prospěšné společnosti Národní muzeum fotografie.
Je autorem projektu Osobnosti, který se zabývá fotodokumentací, archivací a vystavováním portrétních fotografií významných osobností z řad umělců, vědců, politiků, spisovatelů, hudebníků, dramatiků, válečných veteránů, aj. z obcí, měst a regionů České republiky popřípadě zahraničních osobností, kteří Českou republiku navštívili a po nějakou dobu zde pracovali či jinak působili. Od ledna 2017 je členem Mezinárodní asociace mírových sil AISP – SPIA a začal pracovat v Komunitním centru pro válečné veterány v Brně. Od roku 2019 je předsedou spolku Press Photo, který se zaměřuje především na organizování prestižních výstav jako například Czech Press Photo, Osobnosti, Zlatý fond české fotografie ap.

## Ocenění
- 1995  Čestný pamětní odznak Za službu v misi UNPROFOR / UNCRO
- 1998  Čestný pamětní odznak Za službu v misi IFOR / SFOR
- 2002  Čestný pamětní odznak Za službu v misi SFOR II.
- 2004  Pamětní odznak Vojenské akademie v Brně 1951-2004
- 2015  Čestný pamětní odznak k 25. výročí války v Perském zálivu
- 2016  Médaille commémorative de la Paix [4]
- 2017  Medaile Ludvíka Svobody

## Knihy
Jeho fotografie a zmínky, které byly použity v knihách:
- Zakázané dějiny  -  ve fotografiích ČTK
- Osudové okamžiky XX. století – fotografie agentury ČTK
- Čekání na válku – Jana Hybášková
- Co vyřeší válka – Antonín Malach
- War in the Balkans – Richard C. Hall
- Sám nejsi nic – Aleš Opata – příběh válečného veterána
- Kniha Miliony okamžiků  -  ke to letům ČTK

## Vybrané výstavy
- 1994: Děti z Gomy (100 fotografií z uprchlických táborů v zairské Gomě)
- 2003: Irák 2003 (Kroměříž)[5]
- 2006: Česká armáda v mírových misích (Rožnov pod Radhoštěm, Olomouc)[6]
- 2010: Gymnastika (Křížová chodba Nové radnice v Brně)
- 2012: Extremismus (Brno, Hodonín, Břeclav) [7][8]
- 2013: Setkání kultur – Mikulčice 2013 (Brno, Mikulčice)
- 2014: Extremismus (Praha, Senát) [9]
- 2015: Setkání kultur – Mikulčice 2013 (Slovanské hradiště Mikulčice[10]
- 2016: OSOBNOSTI I (Brno, Rakouský institut)[11]
- 2017: OSOBNOSTI II (Brno, Křížová chodba Nové radnice)[12]
- 2018: OSOBNOSTI III (Brno, Křížová chodba Nové radnice)
- 2019: OSOBNOSTI IV (Brno, Křížová chodba Nové radnice;
- 2019: OSOBNOSTI IV, Regionální centrum na Masarykově náměstí)[13][14]
- 2020: OSOBNOSTI V (Brno, Křížová chodba Nové radnice),[15]
- 2021: Czech Press Photo (Brno, Křížová chodba Nové radnice- produkce)[16]
- 2021: OSOBNOSTI VI (Brno, Virtuální galerie Trnižnice),
- 2021: RAF-Místo narození Brno (Brno Virtuální galerie Tržnice)
- 2021: Czech Nature Photo (Brno, Virtuální galerie Tržnice)
- 2022: OSOBNOSTI VII (Brno, Křížová chodba Nové radnice)
- 2023: PREZIDENTSKÉ OKAMŽIKY ( putovní výstava ČTK)
- 2024: 100 OKAMŽIKU (výstava ČTK)